# Strzegom (Sainte-Croix)
Pour l’article homonyme, voir Strzegom.
Strzegom est une localité polonaise de la gmina de Rytwiany, située dans le powiat de Staszów en voïvodie de Sainte-Croix.